# بوب دوبوي
بوب دوبوي (بالإنجليزية: Bob DuPuy)‏ هو محامي أمريكي، ولد في 1947.